# Taufbecken (Allas-Bocage)

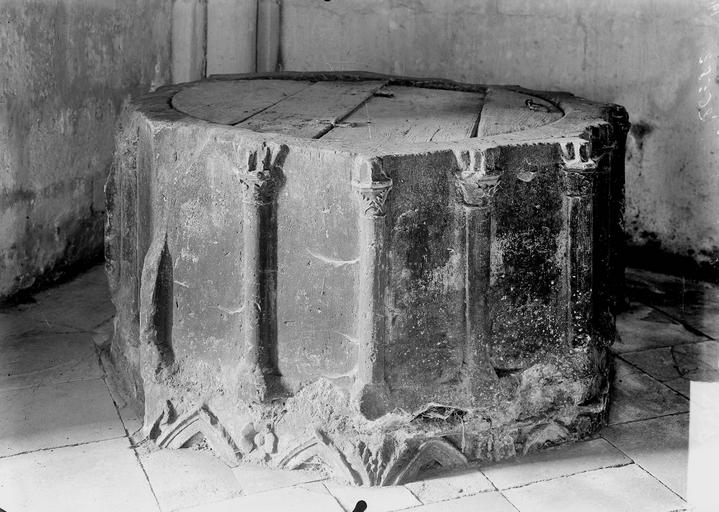
Taufbecken in Allas-Bocage

Das Taufbecken in der Kirche St-Martin von Allas-Bocage, einer französischen Gemeinde im Département Charente-Maritime der Region Nouvelle-Aquitaine, wurde im 15. Jahrhundert geschaffen. Im Jahr 1908 wurde das Taufbecken aus Stein als Monument historique in die Liste der geschützten Objekte (Base Palissy) in Frankreich aufgenommen.
Das achteckige Taufbecken ist 67 cm hoch und hat einen Durchmesser von 1,22 Metern. Es ist mit Säulen und am unteren Rand Spitzbögen geschmückt.